# Arrondissement d'Uecker-Randow
L’arrondissement d'Uecker-Randow était un arrondissement (Landkreis en allemand) de Mecklembourg-Poméranie-Occidentale (Allemagne).
Son chef-lieu était Pasewalk. Depuis le mois de septembre 2011, cet arrondissement a été intégré dans l'arrondissement de Poméranie-Occidentale-Greifswald nouvellement créé.

## Villes, communes et communautés d'administration
(nombre d'habitants en 2007)

### Villes-Cantons (Amtsfreie Gemeinden)
1. Pasewalk, Stadt * (11 699)
2. Strasburg (Uckermark), Stadt (5 837)
3. Ueckermünde, Stadt (10 387)

### Cantons (Ämter)
* Sitz der Amtsverwaltung
| - 1. Amt Am Stettiner Haff 1. Ahlbeck (749) 2. Altwarp (582) 3. Eggesin, Stadt * (5 380) 4. Grambin (456) 5. Hintersee (362) 6. Leopoldshagen (770) 7. Liepgarten (838) 8. Lübs (434) 9. Luckow (672) 10. Meiersberg (460) 11. Mönkebude (811) 12. Torgelow-Holländerei (441) 13. Vogelsang-Warsin (389) | - 2. Amt Löcknitz-Penkun 1. Bergholz (427) 2. Blankensee (559) 3. Boock (619) 4. Glasow (175) 5. Grambow (1 023) 6. Krackow (761) 7. Löcknitz * (3 021) 8. Nadrensee (355) 9. Penkun, Stadt (2 048) 10. Plöwen (307) 11. Ramin (706) 12. Rossow (497) 13. Rothenklempenow (713) | - 3. Amt Torgelow-Ferdinandshof 1. Altwigshagen (386) 2. Ferdinandshof (3 027) 3. Hammer a. d. Uecker (521) 4. Heinrichsruh (288) 5. Heinrichswalde (505) 6. Rothemühl (339) 7. Torgelow, Stadt * (9 727) 8. Wilhelmsburg (901) | - 4. Amt Uecker-Randow-Tal [Sitz: Pasewalk] 1. Blumenhagen (383) 2. Brietzig (213) 3. Damerow (161) 4. Fahrenwalde (373) 5. Groß Luckow (214) 6. Jatznick (1 988) 7. Klein Luckow (220) 8. Koblentz (259) 9. Krugsdorf (417) 10. Nieden (186) 11. Papendorf (253) 12. Polzow (258) 13. Rollwitz (653) 14. Schönwalde (506) 15. Viereck (1 396) 16. Zerrenthin (484) 17. Züsedom (275) |